# 埃莉諾·蘭伯特
埃莉諾·蘭伯特（英語：Eleanor Lambert Berkson）（1903年08月10日—2003年10月7日）是紐約時裝週的創辦人，美國時尚界及公關界的核心人物。

## 個人生平
蘭伯特出生於印第安纳州的克劳福兹维尔，於約翰·赫倫藝術學院及芝加哥藝術學院進修時裝。蘭伯特渴望成為一名雕塑家，卻進了廣告行業。她在曼哈頓從事廣告代理，主要為藝術家以及藝術畫廊服務。
她有過兩段婚姻：20世紀20年代，與第一任丈夫威爾斯·康納（英語：Wills Conner）結婚。1936年離婚後，與第二任丈夫西摩爾·伯克森（英語：Seymour Berkson）結婚，直至1959年西摩爾逝世。她與西摩爾育有一個兒子，是著名詩人比爾·伯克森。2003年10月7日，埃莉諾·蘭伯特於紐約市曼哈頓逝世。

## 事業

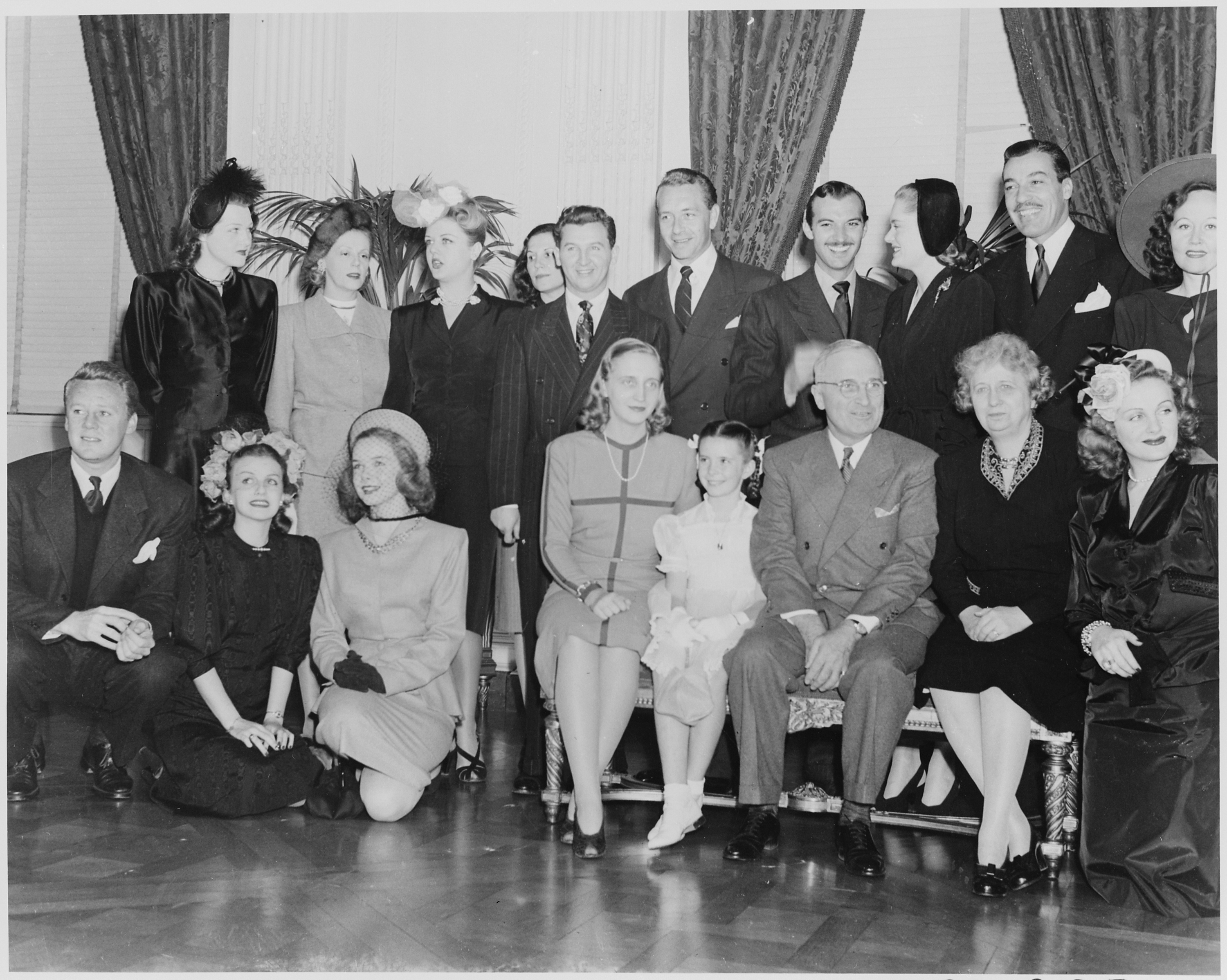
蘭伯特與眾多明星在白宮與杜魯門總統一家的合影：
前排由左到右：范·強森、艾琳·伍茲、黛安娜·林恩、瑪格麗特·杜魯門、瑪格麗特·奧布賴恩、杜魯門總統、總統夫人貝絲·杜魯門、康斯坦斯·摩爾；
後排由左到右：祖·斯塔福、埃莉諾·蘭伯特、安吉拉·蘭斯伯里、Helen Sioussat、埃迪·布萊肯、保羅·亨雷、扎查瑞·斯考特、亞歷克西斯·史密斯、愷撒·羅摩洛、露西·門羅

20世紀30年代中期，蘭伯特作為惠特尼美术馆首席媒體總監協助建立了現代藝術博物館（MoMA），展出了包括傑克遜·波洛克、雅各布·愛潑斯坦、野口勇為代表的眾多藝術家的作品。
20世紀40年代，蘭伯特創立了「國際最佳着裝名單」，1943年創立了「科蒂美國時尚評論家獎」，發起紐約時裝週。1959年及1967年，美國國務院安排她到俄羅斯、德國、義大利、澳洲、日本、英國以及瑞士推廣美國時尚文化。
1962年，蘭伯特成立美國時裝設計師協會，是CFDA終身榮譽會員。1965年，蘭伯特被約翰遜總統任命為「國家藝術基金會」的「國家藝術組織」成員。
2001年，CFDA創立“埃莉諾·蘭伯特獎”（英語：The Eleanor Lambert Award），用以表彰對世界時尚行業作出傑出貢獻的人。
在她去世前幾個月，蘭伯特將“國際最佳着裝名單”交給了名利場的四位編輯。2003年9月，蘭伯特於2004春夏紐約時裝週公開露面後不久逝世，享嵩壽100歲。她的孫子摩西·伯克森（英語：Moses Berkson）在她去世後拍了一部關於蘭伯特的紀錄片《埃莉諾——美國時尚教母》（英語：Eleanor - Godmother of American Fashion）。